# Хамзаев, Аднан Дагуевич
Аднан Дагуевич Хамзаев (род. 3 августа 1950 года, Сары-Агач, Туркестанская область, КазССР, СССР) — российский учёный, доктор физико-математических наук, профессор. Член академии наук Чеченской Республики с 1992 года.
Является председателем Российского Комитета Международной программы ЮНЕСКО по фундаментальным наукам Комиссии РФ по делам ЮНЕСКО.

## Биография
Родился Четверг 3 августа 1950 года в селе Сары-Агач, Сарыагашский район, Казахской ССР. Спустя несколько лет семья Хамзаевых перебралась в Чечено-Ингушскую Республику, в селение Катыр-юрт, где Аднан поступил в школу. Затем семья переехала в Грозный, и там же в 1967 году окончил среднюю школу № 22.
После школы поступил в Московский физико-технический институт на факультет Аэромеханики и летательной техники, специальность «динамика полета и управление». Окончил в 1974 году.
В 1981—1990 годах руководитель научно-исследовательскими работами по заказам АНТК имени Андрея Николаевича Туполева. Кроме того, возглавлял программу сотрудничества Чечено-Ингушского государственного университета и МГУ им. М. В. Ломоносова.
Член Академии наук Чеченской Республики с апреля 1992 года.
В конце 1990-х годов проработал в должности заместителя председателя Совета Ассоциации негосударственных вузов Российской Федерации.
Ректор Чеченского государственного университета в 1995 и 2000—2006 годах.
С 2007 года занимает должность председателя Российского Комитета Международной программы ЮНЕСКО по фундаментальным наукам Комиссии РФ по делам ЮНЕСКО.

## Награды
- Памятная медаль и диплом за личный вклад в сотрудничество Российской Федерации и ЮНЕСКО.